# Cryptochilus petelotii
Cryptochilus petelotii är en orkidéart som beskrevs av François Gagnepain. Cryptochilus petelotii ingår i släktet Cryptochilus, och familjen orkidéer.
Artens utbredningsområde är Vietnam. Inga underarter finns listade i Catalogue of Life.